# Федеріко Пелузо
Федеріко Пелузо (італ. Federico Peluso, нар. 20 січня 1984, Рим) — італійський футболіст, що грав на позиції захисника, зокрема за національну збірну Італії.

## Клубна кар'єра
Народився 20 січня 1984 року в Римі. Вихованець футбольної школи клубу «Лаціо».
У дорослому футболі дебютував 2001 року виступами за команду клубу «Про Верчеллі», в якій провів три сезони, взявши участь у 43 матчах чемпіонату. 
Згодом з 2004 по 2009 рік грав у складі команд клубів «Тернана» та «АльбіноЛеффе».
Своєю грою за останню команду привернув увагу представників тренерського штабу клубу «Аталанта», до складу якого приєднався 2009 року. Відіграв за бергамський клуб наступні чотири сезони своєї ігрової кар'єри. Більшість часу, проведеного у складі «Аталанти», був основним гравцем захисту команди.
Протягом 2013—2014 років захищав кольори команди клубу «Ювентус».
Влітку 2014 року приєднався до «Сассуоло», команди, що лише роком раніше пробилася до Серії A і боролася насамперед за збереження місця в еліті. Став ключовим виконавцем у лінії захисту нової команди і зробив великий внесок у її трансформацію з аутсайдера до стабільного середняка найвищого італійського дивізіону та навіть учасника єврокубків. Захищав кольори команди із Сассуоло до завершення ігрової кар'єри у 2022 році, провівши за неї упродовж восьми сезонів 192 матчі в усіх турнірах.

## Виступи за збірну
2012 року провів три гри у складі національної збірної Італії, забивши 1 гол.

## Статистика виступів

### Статистика клубних виступів
| Сезон               | Команда             | Campionato          | Campionato | Campionato | Національний кубок | Національний кубок | Національний кубок | Континентальні кубки | Континентальні кубки | Континентальні кубки | Інші змагання | Інші змагання | Інші змагання | Усього | Усього |
| Сезон               | Команда             | Ліга                | Ігор       | Голів      | Ліга               | Ігор               | Голів              | Ліга                 | Ігор                 | Голів                | Ліга          | Ігор          | Голів         | Ігор   | Голів  |
| ------------------- | ------------------- | ------------------- | ---------- | ---------- | ------------------ | ------------------ | ------------------ | -------------------- | -------------------- | -------------------- | ------------- | ------------- | ------------- | ------ | ------ |
| 2001–02             | Про Верчеллі        | C2                  | 1          | 0          | КІ-C               | ?                  | ?                  | -                    | -                    | -                    | -             | -             | -             | 1+     | 0+     |
| 2002–03             | Про Верчеллі        | C2                  | 17+0       | 1+0        | КІ-C               | ?                  | ?                  | -                    | -                    | -                    | -             | -             | -             | 17+    | 1+     |
| 2003–04             | Про Верчеллі        | C2                  | 25+2       | 0          | КІ-C               | ?                  | ?                  | -                    | -                    | -                    | -             | -             | -             | 27+    | 0+     |
| Усього Про Верчеллі | Усього Про Верчеллі | Усього Про Верчеллі | 43+2       | 1+0        |                    | 0+                 | 0+                 |                      | -                    | -                    |               | -             | -             | 45+    | 1+     |
| 2004–05             | Тернана             | B                   | 35         | 0          | КІ                 | 4                  | 0                  | -                    | -                    | -                    | -             | -             | -             | 39     | 0      |
| 2005–06             | Тернана             | B                   | 31         | 1          | КІ                 | 2                  | 0                  | -                    | -                    | -                    | -             | -             | -             | 33     | 1      |
| Усього Тернана      | Усього Тернана      | Усього Тернана      | 66         | 1          |                    | 6                  | 0                  |                      | -                    | -                    |               | -             | -             | 72     | 1      |
| 2006–07             | АльбіноЛеффе        | B                   | 21         | 1          | КІ                 | 0                  | 0                  | -                    | -                    | -                    | -             | -             | -             | 21     | 1      |
| 2007–08             | АльбіноЛеффе        | B                   | 36+4       | 3+1        | КІ                 | 1                  | 0                  | -                    | -                    | -                    | -             | -             | -             | 41     | 4      |
| 2008-2009           | АльбіноЛеффе        | B                   | 0          | 0          | КІ                 | 0                  | 0                  | -                    | -                    | -                    | -             | -             | -             | 0      | 0      |
| Усього АльбіноЛеффе | Усього АльбіноЛеффе | Усього АльбіноЛеффе | 57+4       | 4+1        |                    | 1                  | 0                  |                      | -                    | -                    |               | -             | -             | 62     | 5      |
| 2009                | Аталанта            | A                   | 8          | 0          | КІ                 | 0                  | 0                  | -                    | -                    | -                    | -             | -             | -             | 8      | 0      |
| 2009–10             | Аталанта            | A                   | 24         | 1          | КІ                 | 1                  | 0                  | -                    | -                    | -                    | -             | -             | -             | 25     | 1      |
| 2010–11             | Аталанта            | B                   | 33         | 1          | КІ                 | 2                  | 0                  | -                    | -                    | -                    | -             | -             | -             | 35     | 1      |
| 2011–12             | Аталанта            | A                   | 33         | 1          | КІ                 | 1                  | 0                  | -                    | -                    | -                    | -             | -             | -             | 34     | 1      |
| 2012-2013           | Аталанта            | A                   | 13         | 1          | КІ                 | 0                  | 0                  | -                    | -                    | -                    | -             | -             | -             | 13     | 1      |
| Усього Аталанта     | Усього Аталанта     | Усього Аталанта     | 112        | 4          |                    | 4                  | 0                  |                      | -                    | -                    |               | -             | -             | 116    | 4      |
| 2013                | Ювентус             | A                   | 12         | 0          | КІ                 | 2                  | 1                  | ЛЧ                   | 3                    | 0                    | -             | -             | -             | 17     | 1      |
| 2013–14             | Ювентус             | A                   | 9          | 1          | КІ                 | 2                  | 0                  | ЛЧ+ЛЄ                | 1+2                  | 0+0                  | СІ            | 0             | 0             | 14     | 1      |
| Усього Ювентус      | Усього Ювентус      | Усього Ювентус      | 21         | 1          |                    | 4                  | 1                  |                      | 6                    | 0                    |               | 0             | 0             | 31     | 2      |
| 2014–15             | «Сассуоло»          | A                   | 28         | 0          | КІ                 | 1                  | 0                  | -                    | -                    | -                    | -             | -             | -             | 29     | 0      |
| 2015–16             | «Сассуоло»          | A                   | 34         | 1          | КІ                 | 2                  | 0                  | -                    | -                    | -                    | -             | -             | -             | 36     | 1      |
| 2016–17             | «Сассуоло»          | A                   | 34         | 1          | КІ                 | 0                  | 0                  | ЛЄ                   | 7                    | 0                    | -             | -             | -             | 41     | 1      |
| 2017–18             | «Сассуоло»          | A                   | 31         | 1          | КІ                 | 2                  | 0                  | -                    | -                    | -                    | -             | -             | -             | 33     | 1      |
| 2018–19             | «Сассуоло»          | A                   | 16         | 1          | КІ                 | 2                  | 0                  | -                    | -                    | -                    | -             | -             | -             | 18     | 1      |
| 2019–20             | «Сассуоло»          | A                   | 23         | 0          | КІ                 | 1                  | 0                  | -                    | -                    | -                    | -             | -             | -             | 24     | 0      |
| 2020–21             | «Сассуоло»          | A                   | 7          | 0          | КІ                 | 1                  | 0                  | -                    | -                    | -                    | -             | -             | -             | 8      | 0      |
| 2021–22             | «Сассуоло»          | A                   | 2          | 0          | КІ                 | 1                  | 0                  | -                    | -                    | -                    | -             | -             | -             | 3      | 0      |
| Усього за Sassuolo  | Усього за Sassuolo  | Усього за Sassuolo  | 175        | 4          |                    | 10                 | 0                  |                      | 7                    | 0                    |               | -             | -             | 192    | 4      |
| Усього за кар'єру   | Усього за кар'єру   | Усього за кар'єру   | 466+6      | 15+1       |                    | 25                 | 1                  |                      | 13                   | 0                    |               | 0             | 0             | 526    | 17     |

### Статистика виступів за збірну
| Дата       | Місто  | Господарі | Результат | Гості  | Турнір            | Голи | Примітки |
| ---------- | ------ | --------- | --------- | ------ | ----------------- | ---- | -------- |
| 15/08/2012 | Берн   | Італія    | 1 – 2     | Англія | товариський матч  | -    | 46'      |
| 07/09/2012 | Софія  | Болгарія  | 2 – 2     | Італія | Відбір до ЧС 2014 | -    | 69'      |
| 11/09/2012 | Модена | Італія    | 2 – 0     | Мальта | Відбір до ЧС 2014 | 1    |          |
| Усього     |        | Матчів    | 3         |        | Голів             | 1    |          |

## Титули і досягнення
- Чемпіон Італії (2):

«Ювентус»:  2012–13, 2013–14
- Володар Суперкубка Італії з футболу (1):

«Ювентус»:  2013